# Saltos ornamentais no Campeonato Europeu de Esportes Aquáticos de 2021 - Plataforma 10 m individual masculino
A prova da plataforma 10 m individual masculino dos saltos ornamentais no Campeonato Europeu de Esportes Aquáticos de 2021 ocorreu no dia 16 de maio na Arena Danúbio, em Budapeste na Hungria.

## Calendário
| Fase       | Data       | Hora  |
| ---------- | ---------- | ----- |
| Preliminar | 16 de maio | 12:00 |
| Final      | 16 de maio | 19:10 |

Todos os horários estão no horário local (UTC+1)

## Medalhistas
| Ouro                   | Prata           | Bronze                |
| Aleksandr Bondar (RUS) | Tom Daley (GBR) | Viktor Minibaev (RUS) |

## Resultados
Esses foram os resultados da competição.
| Pos.              | Saltador                   | Nacionalidade | Preliminar | Preliminar | Final         | Final         |
| Pos.              | Saltador                   | Nacionalidade | Pontos     | Pos.       | Pontos        | Pos.          |
| ----------------- | -------------------------- | ------------- | ---------- | ---------- | ------------- | ------------- |
| Medalha de ouro   | Aleksandr Bondar           | Rússia        | 478.35     | 2          | 564.35        | 1             |
| Medalha de prata  | Tom Daley                  | Reino Unido   | 482.25     | 1          | 533.30        | 2             |
| Medalha de bronze | Viktor Minibaev            | Rússia        | 469.70     | 3          | 530.05        | 3             |
| 4                 | Timo Barthel               | Alemanha      | 417.90     | 7          | 499.10        | 4             |
| 5                 | Noah Williams              | Reino Unido   | 425.75     | 6          | 480.65        | 5             |
| 6                 | Oleksiy Sereda             | Ucrânia       | 445.65     | 4          | 459.50        | 6             |
| 7                 | Jaden Eikermann Gregorchuk | Alemanha      | 368.10     | 12         | 428.60        | 7             |
| 8                 | Constantin Popovici        | Roménia       | 432.90     | 5          | 426.30        | 8             |
| 9                 | Vinko Paradzik             | Suécia        | 370.00     | 11         | 419.20        | 9             |
| 10                | Vladimir Harutyunyan       | Armênia       | 391.50     | 9          | 389.50        | 10            |
| 11                | Oleh Serbin                | Ucrânia       | 398.15     | 8          | 363.95        | 11            |
| 12                | Riccardo Giovannini        | Itália        | 386.35     | 10         | 342.90        | 12            |
| 13                | Andreas Sargent Larsen     | Itália        | 363.30     | 13         | Não avançaram | Não avançaram |
| 14                | Athanasios Tsirikos        | Grécia        | 357.75     | 14         | Não avançaram | Não avançaram |
| 15                | Matthieu Rosset            | França        | 357.45     | 15         | Não avançaram | Não avançaram |
| 16                | Nikolaos Molvalis          | Grécia        | 355.30     | 16         | Não avançaram | Não avançaram |
| 17                | Vartan Bayanduryan         | Armênia       | 354.60     | 17         | Não avançaram | Não avançaram |
| 18                | Jan Wermelinger            | Suíça         | 325.30     | 18         | Não avançaram | Não avançaram |
| 19                | Dariush Lotfi              | Áustria       | 307.75     | 19         | Não avançaram | Não avançaram |
| 20                | Kıvanç Gür                 | Turquia       | 293.50     | 20         | Não avançaram | Não avançaram |
| 21                | Artsiom Barouski           | Bielorrússia  | 287.35     | 21         | Não avançaram | Não avançaram |
| 22                | Anton Knoll                | Áustria       | 283.15     | 22         | Não avançaram | Não avançaram |